# سیارک ۷۷۲۸
سیارک ۷۷۲۸ (به انگلیسی: 7728 Giblin، نامگذاری:1977AW2) هفت هزار و هفتصد و بیست و هشتمین سیارک کشف شده‌است که در ۱۲ ژانویه ۱۹۷۷ کشف شد.
قدر مطلق سیارک برابر ۱۲٫۵۰ است.